# 言語病理學
言語語言病理學（Speech-Language Pathology）又稱為言語治療學（Speech Therapy），前者乃是本學科於美國及加拿大的名稱而後者則是於英國的名稱。
言語病理學一般來說是一門康復醫學，涉及範圍廣泛，包括心理學、語言學、生理學、人体解剖学等等。
這門學科是研究語言障礙（如失语症、自閉症、運動言語障礙、構音障礙、語言發展遲緩）、溝通障礙、學習障礙及吞嚥障礙等先天及後天獲得之障礙。
言語及語言病理學的從業人員一般稱作語言病理學家（同語言治療師），於醫院及診所之復健科、耳鼻喉科、神經內科、牙科等單位診治病人。